# سیارک ۲۱۴۶

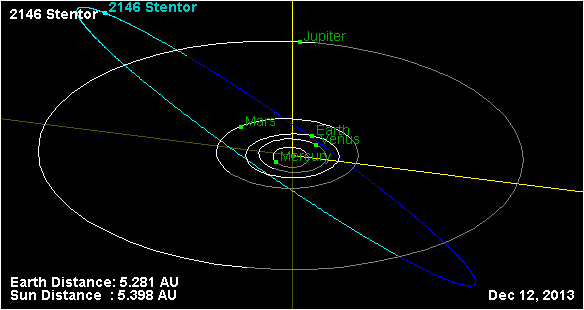
نمایی از محل قرارگیری سیارک ۲۱۴۶ در مدار – ۲۰۱۳

سیارک ۲۱۴۶ (به انگلیسی: 2146 Stentor، نامگذاری:1976UQ) دو هزار و صد و چهل و ششمین سیارک کشف شده‌است که در ۲۴ اکتبر ۱۹۷۶ کشف شد.
قدر مطلق سیارک برابر ۱۰٫۸۰ است.